# Lohî, Semenivka
Lohî (în ucraineană Логи) este un sat în comuna Hotiivka din raionul Semenivka, regiunea Cernihiv, Ucraina.

## Demografie
Componența lingvistică a localității Lohî
     Ucraineană (100%)
Conform recensământului din 2001, toată populația localității Lohî era vorbitoare de ucraineană (100%).